# Nozomi Yamamoto
Nozomi Yamamoto (山本希望?, Yamamoto Nozomi; Misawa, 9 agosto 1988) è una doppiatrice giapponese di anime e videogiochi.

## Doppiaggio

### Anime
- Haganai - I Have Few Friends (2011): Yukimura Kusunoki
- Girls und Panzer (2012): Nakajima
- Joshiraku (2012): Tetora Bōhatei
- K (2012): Sakura Asama
- Tsuritama (2012): Erika
- Daitoshokan no Hitsujikai (2013): Senri Misono
- Love Live! School Idol Project (2013): Fumiko
- Pretty Rhythm: Rainbow Live (2013): Ai Jōzenji
- PriPara (2014): Cosmo Hōjō
- Yona la principessa scarlatta (2014): Soo-Won (bambino)
- Absolute Duo (2015): Julie Sigtuna
- Kūsen madōshi kōhosei no kyōkan (2015): Misora Whitale
- Utawarerumono: itsuwari no kamen (2015): Nosuri
- Ao no kanata no four rhythm (2016): Mashiro Arisaka
- A Sister's All You Need. (2017): Chihiro Hashima
- Schoolgirl Strikers (2017): Ryoko Shinonome
- Senran Kagura Shinovi Master (2018): Rasetsu
- Nande koko ni sensei ga!? (2019): Chizuru Tachibana

### Videogiochi
- Gal*Gun (2011): Aoi Uno
- Daitoshokan no Hitsujikai (2013): Senri Misono
- Sorcery Saga: Curse of the Great Curry God (2013): Kuu
- Xblaze Code: Embryo (2013): Elise von Klagen
- Ao no kanata no four rhythm (2014): Mashiro Arisaka
- PriPara (2014): Cosmo Hōjō
- Schoolgirl Strikers (2014): Ryoko Shinonome
- Granblue Fantasy (2014): Rika Jōgasaki / Razia
- Gal*Gun: Double Peace (2015): Aoi Uno
- Nitroplus Blasterz: Heroines Infinite Duel (2015): Althea
- Utawarerumono: Mask of Deception (2015): Nosuri
- Utawarerumono: Mask of Truth (2016): Nosuri
- Ys VIII: Lacrimosa of Dana (2016): Ricotta
- Shinobi Master Senran Kagura: New Link (2017): Rasetsu
- Secret of Mana (2018): Primm
- Utawarerumono Zan (2018): Nosuri
- Arknights (2019): Estelle
- Omega Labyrinth Life (2019): Juri Minase
- Blaster Master Zero Trilogy: MetaFight Chronicle (2021): Jennifer Gardner, Voce di SIstema di SOPHIA III
- Lost Judgment (2021): Kyoko Hayase
- Echoes of Mana (2022): Primm
- DNF Duel (2022): Kunoichi
- No More Heroes III (2022): Kimmy Love, Dr. Juvenile
- Gal Guardians: Demon Purge (2023): Aoi Uno
- Card-en-Ciel (2024): Mage Winsylph, Sage Winsylph, Aoi Uno, Anette Basti